# Konflict
Konflict — шотландский драм-н-бейс коллектив, в состав которого входили Kemal & Rob Data (Kemal Okan и Robert Rodgers соответственно).
Проект до сих пор считается одним из самых влиятельных на всей драм-н-бейс сцене за всю её историю. В 1999 году благодаря работам Ed Rush, Optical, Matrix, Fierce, сцена вышла на новую высоту, но именно Kemal и Rob Data привнесли в сцену неповторимое нейрофанк-звучание, развитое многими коллективами. Их работы — это и классический текстеп с зачатками нейро-баса (stabs) — Roadblock, Beckoning, так и удивительно спокойное звучание — треки Lime, Plan b, Star Trails и пропитанные техно System Bleed, Gene Sequence.
Треки Kemal и Rob Data выходили на лейблах Timeless, Architecture, Renegade Hardware, Outbreak, Moving Shadow, Underfire, Audio Blueprint. Нельзя не отметить тот факт, что под псевдонимом Konflict Kemal и Rob Data выпускались только на Renegade Hardware. В 2000 году на том же Renegade Hardware был выпущен один из самых нашумевших хитов под названием Messiah, однако выпуск именно этого трека привел к разрыву отношений Konflict и владельца Renegade Hardware, музыканты были недовольны тем, что не получили тех денег, которых ожидали, ведь Messiah стал одним из гимнов всего драм-н-бейса и является им до сих пор. Лидер дуэта
Kemal работал и сольно (под псевдонимами Negative, Paranoid User), и совместно с другими звездами сцены Dom & Roland, Technical Itch,
Артисты открыли и 2 собственных лейбла — Negative (всего 3 релиза), затем Kemal открыл Cryptic Audio, выпустивший за 3 года всего 4 релиза.
В 2004 году Kemal покидает сцену, появившись лишь однажды в двух работах с Black Sun Empire. Музыкант посвятил себя стилю downtempo, ethnic, electronic.